# Компфнер, Рудольф
Рудольф Компфнер (англ. Rudolf Kompfner; 16 мая 1909 — 3 декабря 1977) — английский и американский физик и инженер-электротехник австрийского происхождения. Наиболее известен как создатель лампы бегущей волны.
Член Национальной академии наук США (1968).

## Биография
Рудольф Компфнер родился в Австрии, в Вене в еврейской семье. В Вене учился на архитектора в Высшей технической школе (ныне Венский технический университет). По окончании обучения на волне подъёма антисемитизма в Австрии в 1933 году Компфнер при помощи Роя Франи (англ. Roy Franey), мужа двоюродной сестры, перебрался в Великобританию. 
С 1936 по 1941 год работал архитектором и управляющим директором в строительной фирме Франи. 
В начале 1940-х гг. Компфнер как вражеский иностранец был интернирован на остров Мэн, где некоторое время делил комнату в общежитии с математиком Вольфгангом Фуксом. С этого времени молодой инженер начал глубоко интересоваться физикой и электротехникой, и в начале Второй мировой войны Компфнера привлекли в Бирмингемский университет для секретной работы над микроволновыми электронными лампами в группе учёных под руководством Марка Олифанта. Компфнеру передали разработку низкошумных клистронов. Два года работы над клистронами не принесли успеха, однако в 1943 году результатом его работ стало изобретение лампы бегущего огня — электронного устройства для усиления микроволновых сигналов. По окончании войны Компфнер работал исследователем в Британском Адмиралтействе, параллельно обучаясь в Оксфордском университете, где в 1951 году получил степень доктора философии. В это же время Компфнер был приглашён Джоном Пирсом в США для совместной работы в Bell Labs. Результатом их работы стало дальнейшее развитие технологий ламп бегущей волны, ламп обратной волны и участие в разработке первых спутников связи, что послужило важной вехой в становлении новой эпохи телерадиокоммуникаций.
Компфнер был обаятельным дружелюбным человеком, энтузиастом своего дела и нетерпимым к некомпетентности и непрофессионализму. После переезда в США семья Компфнера (жена — Пегги, двое детей — Пол и Хелен) жила в штате Нью-Джерси.
Рудольф Компфнер ушёл из жизни в Станфорде (Калифорния) 3 декабря 1977 года.

## Награды
- 1955 год — Медаль и премия Дадделла английского Института физики[3][4];
- 1960 год — Премия Дэвида Сарноффа[англ.] американского Института инженеров электротехники и электроники (IEEE)[5];
- 1960 год — Медаль Стюарта Баллантайна американского Института Франклина[6];
- 1973 год — Медаль почёта IEEE[7];
- 1974 год — Национальная научная медаль США
- 1974 год — Медаль Джона Скотта